# Eublemma ochreola
Eublemma ochreola là một loài bướm đêm trong họ Erebidae.